# 克利松
克利松（法語：Clisson，法語發音：[klisɔ̃] ⓘ），法国西部城市，卢瓦尔河地区大区大西洋卢瓦尔省的一个市镇，隶属于南特区，其市镇面积为11.3平方公里，2022年1月1日时人口数量为7,459人，在法国城市中排名第1,437位。
克利松位于大西洋卢瓦尔省东南部，穆瓦讷河与南特塞夫尔河交汇处，是一个区域性的中心城市，多条公路在此交汇。克利松因当地每年夏季举办的Hellfest音乐节而闻名。

## 地名来源
“Clisson”一名的来源尚存在争议。根据法国地名学家阿尔贝·多扎的论述，“Clisson”一名可能出自凯尔特语单词“cleta”或“klesiodunon”，分别意为“用树枝围成的护栏”和“刺刀城堡”，亦可能来自拉丁语人名“Cliccius”。
克利松历史上曾隶属于布列塔尼公国，“Clisson”对应的加洛语及布列塔尼语拼写分别为“Cliczon”和“Klison”。

## 历史

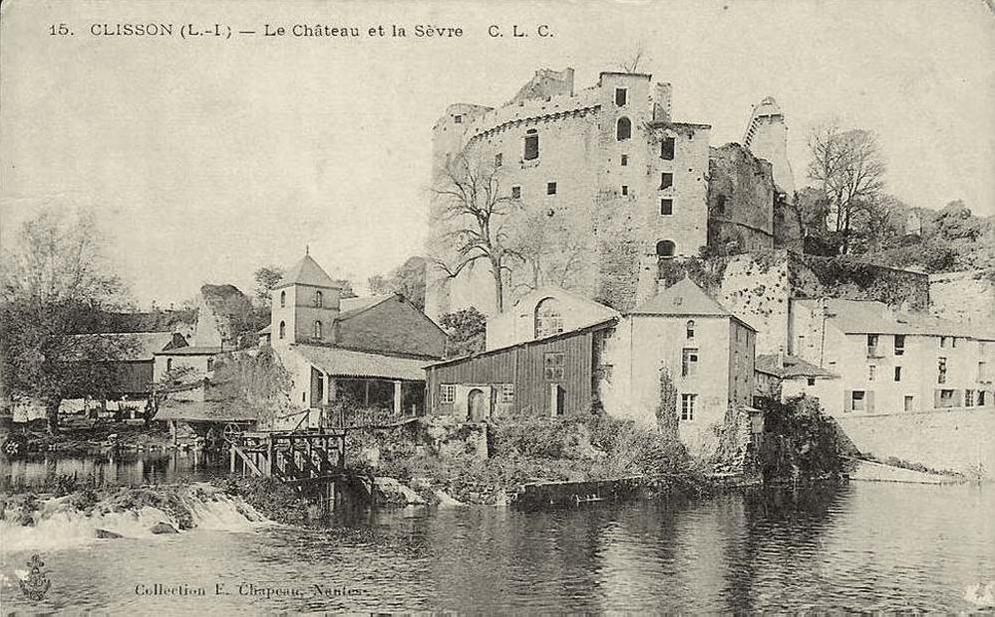
二十世纪初的克利松

克利松的早期历史尚不清楚。中世纪初，克利松所处区域曾为埃尔博日伯国的一部分，后者于942年并入布列塔尼公国。11世纪时，克利松家族得到扩张，成为布列塔尼地区的一支明望贵族。根据当地官方网站的论述，克利松城堡最初建于公元13世纪，此后该城堡因地处布列塔尼边境地带而得到加固。16世纪后，随着布列塔尼并入法兰西王国，克利松逐渐由一座边防城市发展成为商业集镇。法国大革命后，克利松成为下卢瓦尔省（1957年更名为“大西洋卢瓦尔省”）的一个市镇。旺代战争期间，克利松曾遭到严重破坏，其城市几乎被完全摧毁。战争结束后，在外交官弗朗索瓦·卡科的支持下，克利松得到恢复重建。工业革命期间，途经克利松的南特—桑特铁路建成通车。第一次世界大战期间，共有115名来自克利松的士兵牺牲于战场上。二战后，得益于南特的城市扩张，克利松人口数量逐年增加。自2006年起，克利松每年夏季举办Hellfest音乐节。连接南特和克利松之间的市郊轻轨列车自2011年6月起投入商业运营。

## 地理

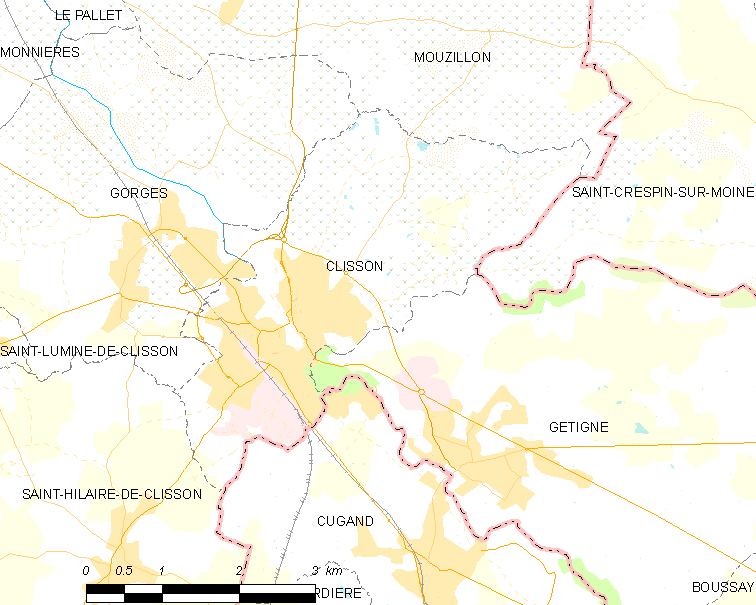
克利松市镇范围地图

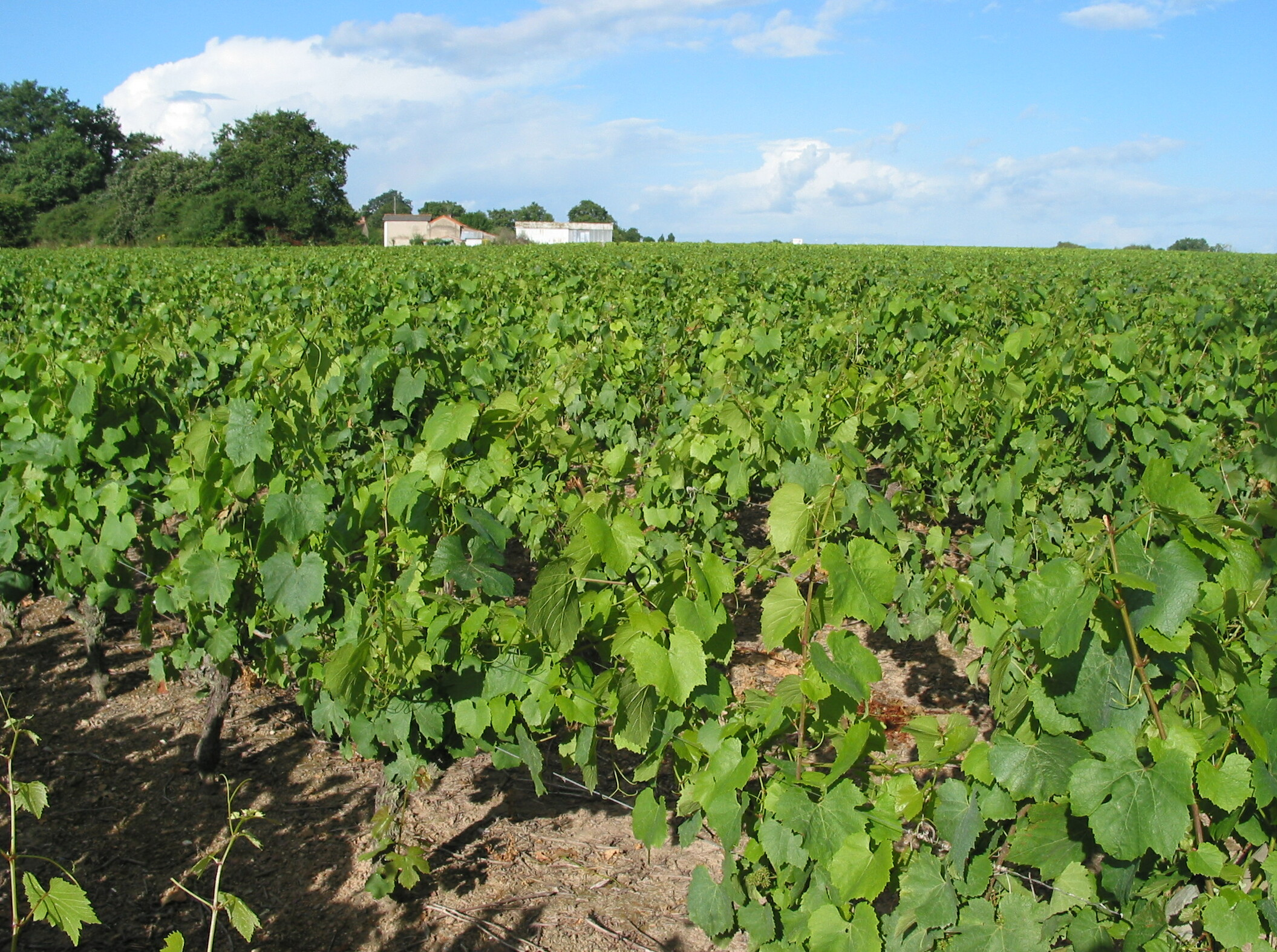
克利松附近的葡萄酒种植园

克利松位于法国西部，卢瓦尔河地区大区西南部和大西洋卢瓦尔省东南部，距离省会南特大约32公里。与克利松接壤的市镇包括：戈尔日、屈冈、热蒂涅、穆济永、圣伊莱尔德克利松和塞夫勒穆瓦讷。

### 地形
克利松位于南特产区地区腹地，境内以浅丘为主，市镇中心位于一处河谷左岸，地势自河岸向外侧抬升，部分区域起伏明显，全境海拔在7到71米之间。

### 水文
克利松位于卢瓦尔河流域范围内，南特塞夫尔河自东南向西北流经镇中心，其右岸支流穆瓦讷河在此与其交汇。

### 植被
克利松属于温带阔叶混交林区，林地多分布于河流附近，镇中心的城堡公园（Parc du Château）、瓦朗坦野兔场公园（Parc Garenne Valentin）等是克利松的主要城市绿地，市镇范围东北部多处区域被开辟为葡萄酒种植园，当地多博卡日景观。
在鲜花城市的评比中，克利松被评为3星级鲜花城市。

### 气候
克利松在柯本气候分类法中属于温带海洋性气候（Cfb）。
距离克利松最近的常年气象站位于拉艾富阿西耶尔境内，以下为该气象站的数据（其中日照数据取自南特气象站）：
| 拉艾富阿西耶尔 1981年－2019年 | 拉艾富阿西耶尔 1981年－2019年 | 拉艾富阿西耶尔 1981年－2019年 | 拉艾富阿西耶尔 1981年－2019年 | 拉艾富阿西耶尔 1981年－2019年 | 拉艾富阿西耶尔 1981年－2019年 | 拉艾富阿西耶尔 1981年－2019年 | 拉艾富阿西耶尔 1981年－2019年 | 拉艾富阿西耶尔 1981年－2019年 | 拉艾富阿西耶尔 1981年－2019年 | 拉艾富阿西耶尔 1981年－2019年 | 拉艾富阿西耶尔 1981年－2019年 | 拉艾富阿西耶尔 1981年－2019年 | 拉艾富阿西耶尔 1981年－2019年 |
| 月份                          | 1月                           | 2月                           | 3月                           | 4月                           | 5月                           | 6月                           | 7月                           | 8月                           | 9月                           | 10月                          | 11月                          | 12月                          | 全年                          |
| ----------------------------- | ----------------------------- | ----------------------------- | ----------------------------- | ----------------------------- | ----------------------------- | ----------------------------- | ----------------------------- | ----------------------------- | ----------------------------- | ----------------------------- | ----------------------------- | ----------------------------- | ----------------------------- |
| 历史最高温 °C（°F）           | 18.5 (65.3)                   | 24 (75)                       | 26 (79)                       | 30.2 (86.4)                   | 33.6 (92.5)                   | 38 (100)                      | 39 (102)                      | 40 (104)                      | 36 (97)                       | 28.8 (83.8)                   | 22.9 (73.2)                   | 19 (66)                       | 40 (104)                      |
| 平均高温 °C（°F）             | 8.9 (48.0)                    | 10 (50)                       | 13.3 (55.9)                   | 16 (61)                       | 19.9 (67.8)                   | 23.5 (74.3)                   | 25.5 (77.9)                   | 25.6 (78.1)                   | 22.5 (72.5)                   | 17.7 (63.9)                   | 12.4 (54.3)                   | 9.2 (48.6)                    | 17 (63)                       |
| 日均气温 °C（°F）             | 5.9 (42.6)                    | 6.2 (43.2)                    | 8.8 (47.8)                    | 11 (52)                       | 14.7 (58.5)                   | 17.7 (63.9)                   | 19.6 (67.3)                   | 19.5 (67.1)                   | 16.7 (62.1)                   | 13.3 (55.9)                   | 8.8 (47.8)                    | 6.2 (43.2)                    | 12.4 (54.3)                   |
| 平均低温 °C（°F）             | 2.8 (37.0)                    | 2.5 (36.5)                    | 4.4 (39.9)                    | 6 (43)                        | 9.4 (48.9)                    | 12 (54)                       | 13.8 (56.8)                   | 13.5 (56.3)                   | 10.9 (51.6)                   | 8.8 (47.8)                    | 5.3 (41.5)                    | 3.2 (37.8)                    | 7.7 (45.9)                    |
| 历史最低温 °C（°F）           | −13.2 (8.2)                   | −14 (7)                       | −10.8 (12.6)                  | −4 (25)                       | −0.6 (30.9)                   | 1.5 (34.7)                    | 6 (43)                        | 4.6 (40.3)                    | 1.3 (34.3)                    | −4.6 (23.7)                   | −7.5 (18.5)                   | −12 (10)                      | −14 (7)                       |
| 平均降水量 mm（）             | 90.4 (3.56)                   | 70.5 (2.78)                   | 62 (2.4)                      | 64.9 (2.56)                   | 62.4 (2.46)                   | 45.4 (1.79)                   | 46.1 (1.81)                   | 46.5 (1.83)                   | 70.2 (2.76)                   | 95.3 (3.75)                   | 90.4 (3.56)                   | 99.2 (3.91)                   | 843.3 (33.20)                 |
| 月均日照時數                  | 73.2                          | 97.3                          | 141.3                         | 169.8                         | 189                           | 206.5                         | 213.7                         | 226.8                         | 193.8                         | 118.2                         | 85.8                          | 76.1                          | 1,791.5                       |
| 来源：infoclimat.fr           |                               |                               |                               |                               |                               |                               |                               |                               |                               |                               |                               |                               |                               |

## 行政区划
克利松的市镇编号为44043，邮政编号为44190。
在行政管理方面，克利松隶属于法国卢瓦尔河地区大区大西洋卢瓦尔省南特区；在地方选举方面，克利松是克利松县的中央投票站所在地，其市镇范围全境被划入大西洋卢瓦尔省第十选区；在社会管理方面，克利松是克利松城市圈公共社区的办公驻地。
截至2024年8月，克利松市镇范围内暂无任何城市敏感街区及城市政策优先街区。
法国国家统计与经济研究所（简称“INSEE”）在进行数据统计时，将克利松及相邻的另外3个市镇设为克利松城市核心区，未将克利松划入任何城市区（Aire urbaine）。自2020年起，克利松被划入包含116个市镇的南特城市辐射区。此外，INSEE还将克利松市镇分为了2个“块区”（IRIS），以便于统计人口分布情况。

## 交通

### 公路
大西洋卢瓦尔省省道D54线、D117线、D149线、D763线和D917线在克利松境内交汇。卢瓦尔河地区大区公共交通（商业名称为“Aleop”）提供经停克利松的定制城际巴士服务。
| 20 | 41 |

| 3 | 15 |

| 南特 | 32 |

| 韦尔图 | 20 |

| 绍莱 | 34 |

| 莱塞比耶 | 37 |

| 昂斯尼 | 35 |

| 瓦莱特 | 9 |

2020年，81.9%的克利松家庭拥有至少一辆私人汽车。2022年，克利松境内共发生各类交通事故1起，造成1人重伤。

### 铁路

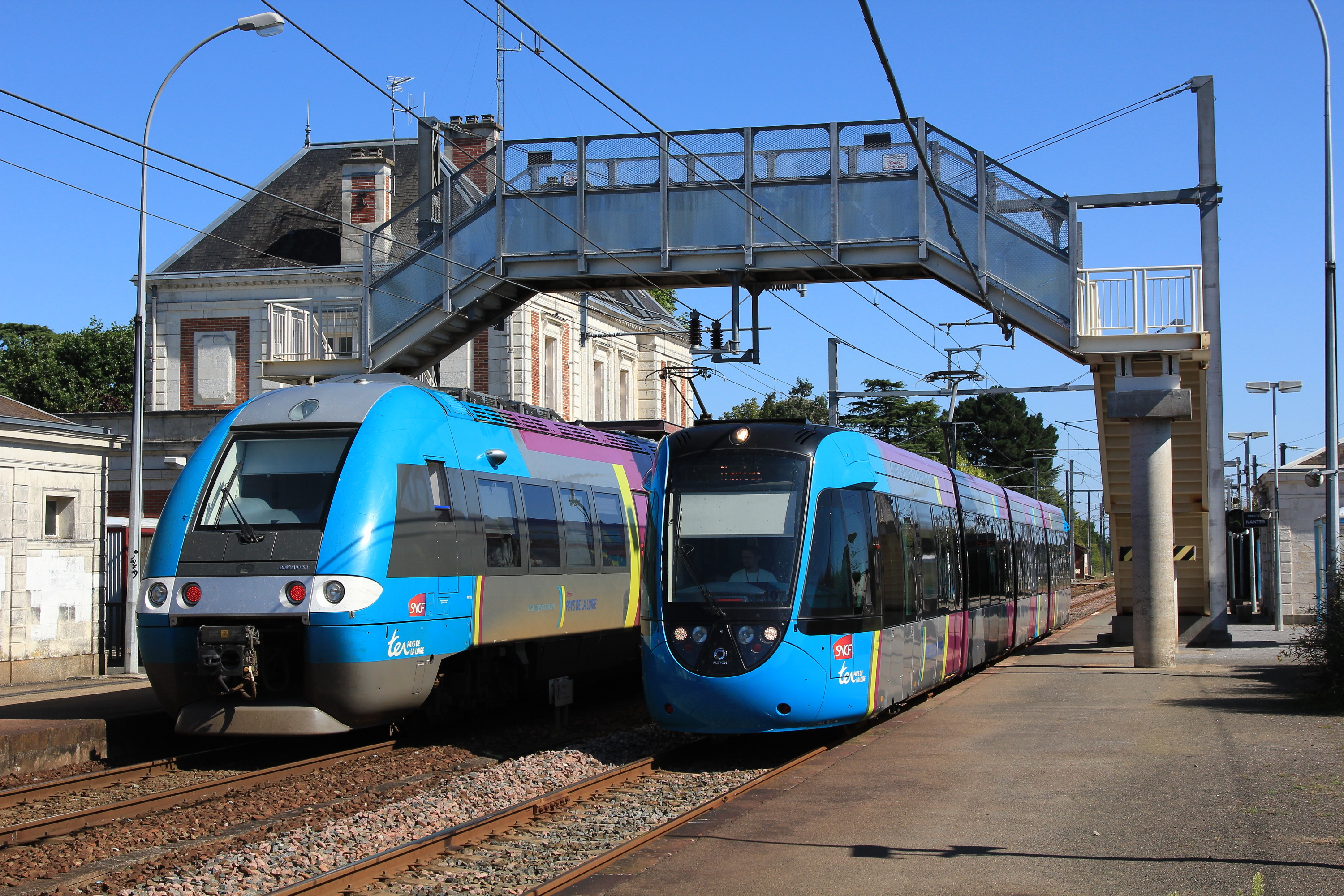
克利松站内停靠的列车

克利松位于南特—桑特铁路上。克利松站位于市区西部，该站停靠往返于南特和永河畔拉罗什一线的区域列车，并自2011年起成为南特—克利松轻轨列车的终点站。

### 航空
克利松距离南特机场的公路里程大约34公里。

### 城市公共交通
截至2024年8月，克利松暂无城市公共交通系统。

## 政治

### 市政内阁

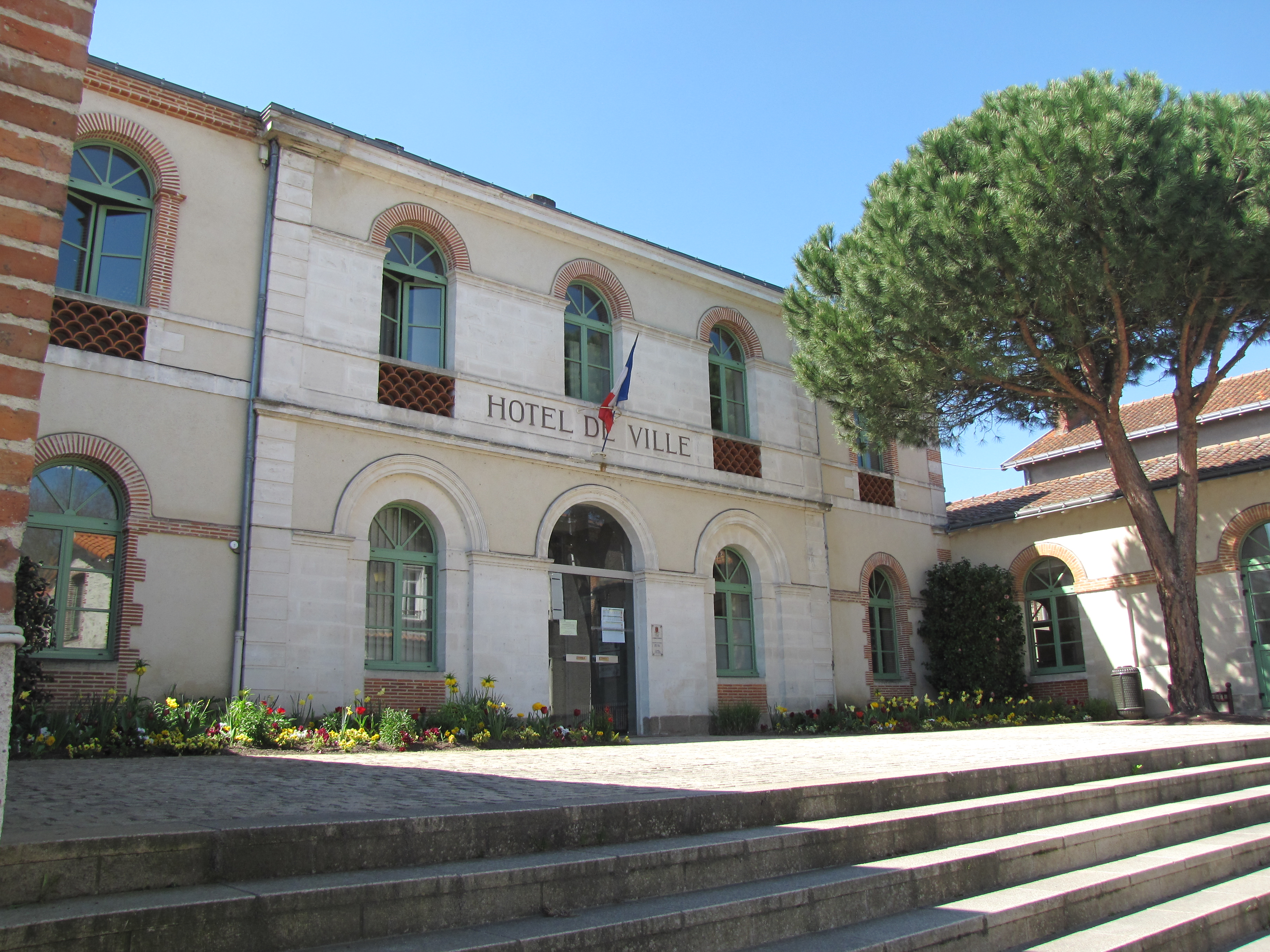
克利松市政厅

克利松的现任市长为洛朗丝·吕诺女士（Laurence LUNEAU），她自2024年7月起临时担任市长职务；其前任为格扎维埃·博内先生（Xavier BONNET），他是一名右翼无党派人士，在2020年的市政选举中获得了49.74%的支持率，他因健康问题而于2024年7月宣布辞职。
| 克利松历届市长 | 克利松历届市长                        | 克利松历届市长    |
| 任期           | 市长                                  | 党派              |
| -------------- | ------------------------------------- | ----------------- |
| 1944年－1959年 | Constant PALLARD 康斯坦·帕拉尔        | 不详              |
| 1959年－1965年 | Émile FROMAGEAU 埃米尔·弗洛马若       | 不详              |
| 1965年－1977年 | Pierre DELAROCHE 皮埃尔·德拉罗什      | 不详              |
| 1977年－1994年 | Jacques BERTRAND 雅克·贝特朗          | DVD右翼无党派人士 |
| 1994年－1995年 | Émile LEJEUNE 埃米尔·勒热纳           | DVD右翼无党派人士 |
| 1995年－2001年 | Michel MERLET 米歇尔·梅莱             | PS社会党          |
| 2001年－2008年 | Bernard BOURMAUD 贝尔纳·布尔莫        | DVD右翼无党派人士 |
| 2008年－2014年 | Jean-Pierre COUDRAIS 让-皮埃尔·库德雷 | DVG左翼无党派人士 |
| 2014年－2024年 | Xavier BONNET 格扎维埃·博内           | DVD右翼无党派人士 |
| 2024年－       | Laurence LUNEAU 洛朗丝·吕诺           | 不详              |

### 各级选举
| 克利松历届投票选举结果 | 克利松历届投票选举结果 | 克利松历届投票选举结果 | 克利松历届投票选举结果 | 克利松历届投票选举结果  | 克利松历届投票选举结果 | 克利松历届投票选举结果 | 克利松历届投票选举结果  | 克利松历届投票选举结果 | 克利松历届投票选举结果 |
| 选举项目               | 选举范围               | 选区单位               | 选区单位内的选举结果   | 选区单位内的选举结果    | 选区单位内的选举结果   | 选区单位内的选举结果   | 选区单位内的选举结果    | 选区单位内的选举结果   | 参考资料               |
| 选举项目               | 选举范围               | 选区单位               | 第一轮胜出者           | 第一轮胜出者            | 支持率                 | 第二轮胜出者           | 第二轮胜出者            | 支持率                 | 参考资料               |
| ---------------------- | ---------------------- | ---------------------- | ---------------------- | ----------------------- | ---------------------- | ---------------------- | ----------------------- | ---------------------- | ---------------------- |
| 2017年法國總統選舉     | 法國                   | 市镇                   |                        | 埃马纽埃尔·马克龙       | 30.14%                 |                        | 埃马纽埃尔·马克龙       | 81.48%                 | [ 26 ]                 |
| 2017年法国立法选举     | 大西洋卢瓦尔省第十选区 | 市镇                   |                        | 索菲·埃朗特             | 43.28%                 |                        | 索菲·埃朗特             | 64.57%                 | [ 26 ]                 |
| 2019年欧洲议会选举     | 法國                   | 市镇                   |                        | 纳塔莉·卢瓦索           | 28.5%                  | （不适用）             | （不适用）              | （不适用）             | [ 29 ]                 |
| 2021年法国省级选举     | 大西洋卢瓦尔省         | 县                     |                        | 弗朗索瓦·吉约 内莉·索兰 | 46.36%                 |                        | 弗朗索瓦·吉约 内莉·索兰 | 55.61%                 | [ 30 ] [ 31 ]          |
| 2021年法国省级选举     | 大西洋卢瓦尔省         | 市镇                   |                        | 弗朗索瓦·吉约 内莉·索兰 | 43.09%                 |                        | 弗朗索瓦·吉约 内莉·索兰 | 50.32%                 | [ 30 ] [ 31 ]          |
| 2021年法国大区选举     |                        | 市镇                   |                        | 克丽丝泰勒·莫朗赛       | 32.07%                 |                        | 马蒂厄·奥尔弗兰         | 45.9%                  | [ 32 ]                 |
| 2022年法国总统选举     | 法國                   | 市镇                   |                        | 埃马纽埃尔·马克龙       | 34.49%                 |                        | 埃马纽埃尔·马克龙       | 67.88%                 | [ 26 ]                 |
| 2022年法国立法选举     | 大西洋卢瓦尔省第十选区 | 市镇                   |                        | 布吕诺·卡耶托           | 37.8%                  |                        | 索菲·埃朗特             | 51.73%                 | [ 26 ]                 |
| 2024年欧洲议会选举     | 法國                   | 市镇                   |                        | 拉斐尔·格鲁克斯曼       | 21.46%                 | （不适用）             | （不适用）              | （不适用）             | [ 26 ]                 |
| 2024年法国立法选举     | 大西洋卢瓦尔省第十选区 | 市镇                   |                        | 马克西姆·维昂森         | 38.29%                 |                        | 索菲·埃朗特             | 41.62%                 | [ 26 ]                 |

## 人口
2021年，克利松市镇人口数量为7,465，在法国排名第1,437位。其中男性3,558人，女性3,949人，75岁及以上人口占9.1%，外籍人口数量为161人，人口密度为661人/平方公里，当地居民被称为（男性）或（女性）。2022年，克利松境内出生55人，死亡人口64人。
| 克利松1901年－2021年人口变化情况 |
|                                  |
| 数据来源：Cassini、INSEE         |

## 经济
克利松是一个区域性的中心城市。截至2024年8月，克利松市镇范围内共有各类用人单位（包含自雇）1,491家，平均历史为16年，其中98.58%为中小型企业（PME），2024年6月至8月间，当地的经济活力指数为0。（大型零售）、（水龙头）及（塑料建材）是当地2022年营业额最高的三个企业，分别为60,588,500欧元、30,322,455欧元和16,421,602欧元。

## 财政与居民收入
2022年，克利松的财政收入总额为9,050,570欧元，财政支出总额为7,558,520欧元，当年的债务总额为7,113,590欧元。2022年，克利松市镇通过增值税获得376,600欧元的收入，此外当地还共获得了404,230欧元的国家直接财政补助。
| 克利松居民收入情况                               | 克利松居民收入情况 | 克利松居民收入情况    | 克利松居民收入情况 |
| 内容                                             | 克利松             | 法国                  | 统计年份           |
| ------------------------------------------------ | ------------------ | --------------------- | ------------------ |
| 征税家庭总数                                     | 3,296              | 1,081（法国市镇平均） | 2022年             |
| 居民平均月收入                                   | 2,490欧元          | 2,435欧元             | 2022年             |
| 高级职员人均月收入                               | 3,854欧元          | 4,331欧元             | 2021年             |
| 中级职员人均月收入                               | 2,333欧元          | 2,470欧元             | 2021年             |
| 普通职员人均月收入                               | 1,804欧元          | 1,801欧元             | 2021年             |
| 贫困率                                           | 8%                 | 14.5%                 | 2020年             |
| 青壮年（15至64岁）失业率                         | 10.7%              | 7.4%                  | 2020年             |
| 征税家庭数量占比                                 | 50.4%              | 45.5%                 | 2020年             |
| 家庭年均纳税                                     | 3,365欧元          | 4,393欧元             | 2022年             |
| 资料来源：INSEE、L'Internaute、Le Journal du Net |                    |                       |                    |

## 社会事务

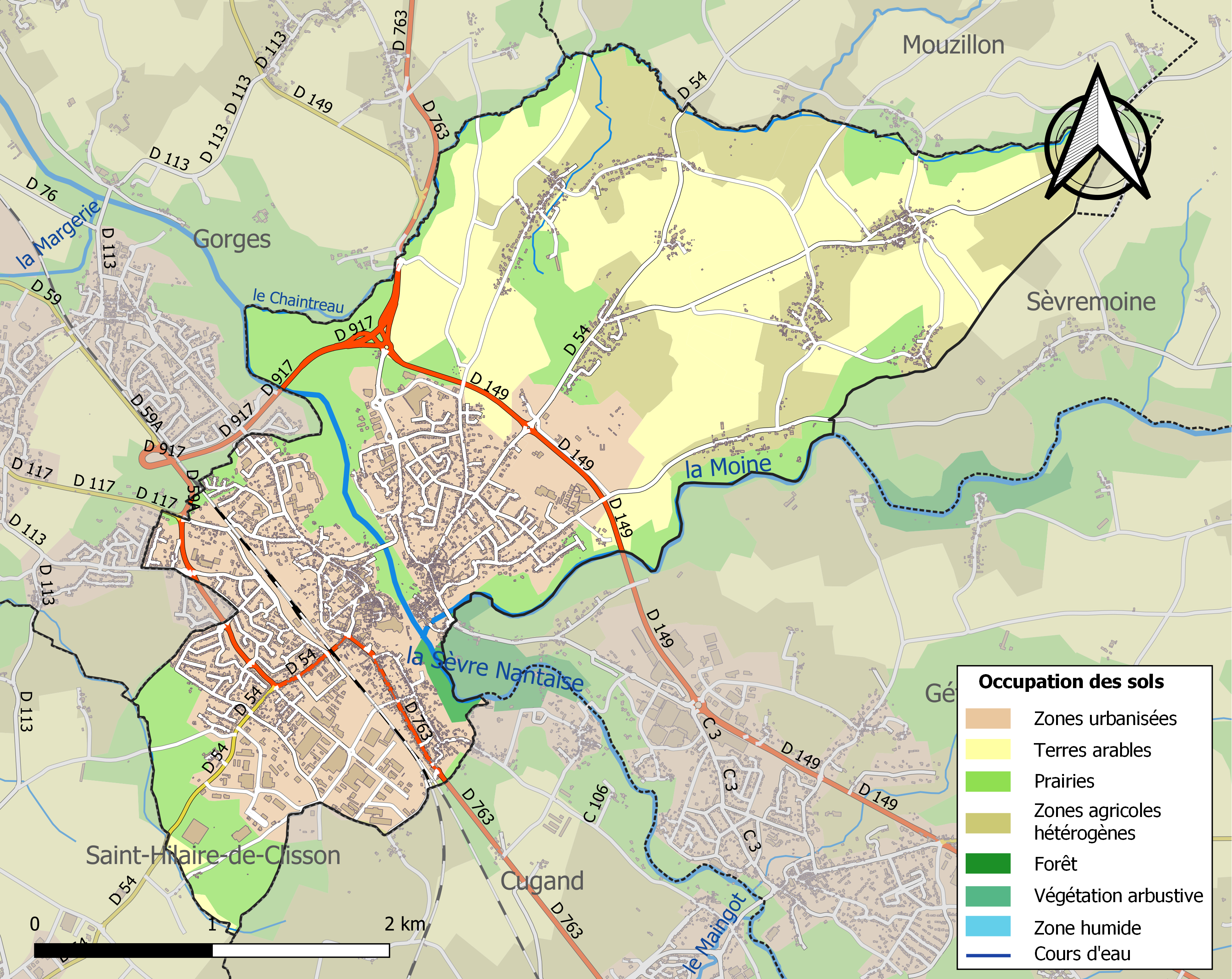
克利松土地利用情况地图

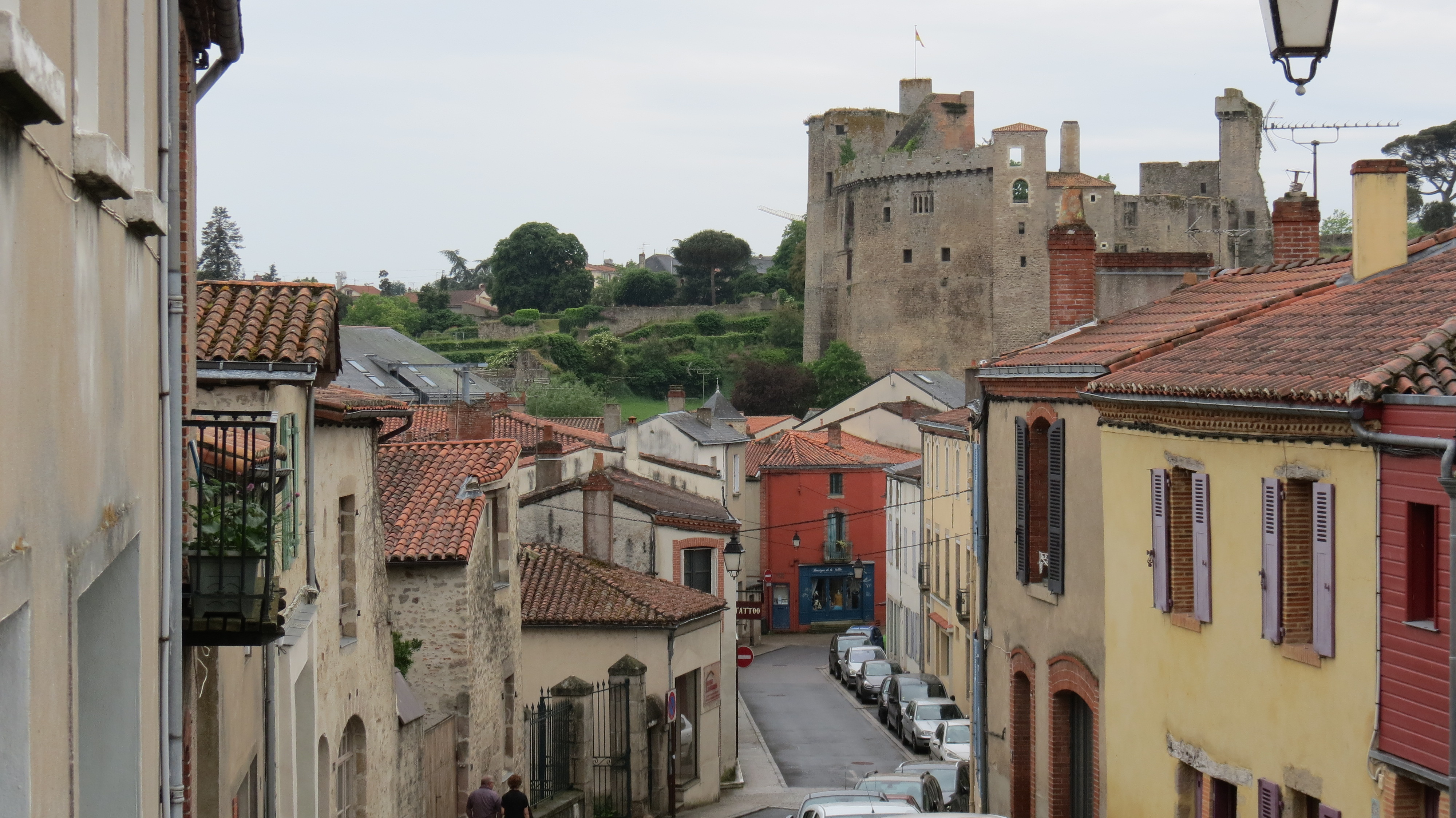
克利松镇中心的瓦莱街

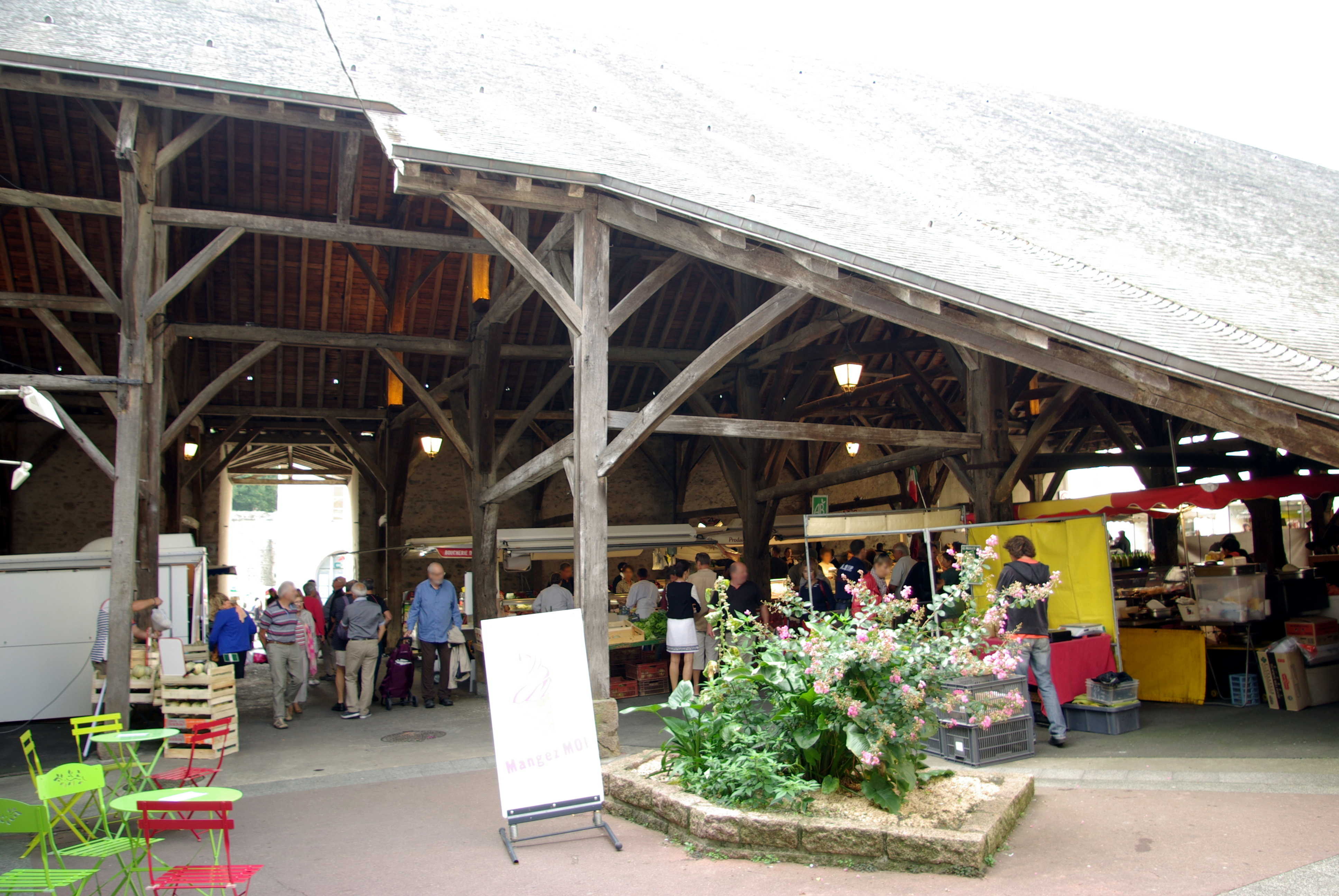
集市大堂

### 教育
克利松属于南特学区。截至2021年1月1日，克利松境内共有1所幼儿园、2所小学、3所初级中学和2所普通高中。2022至2023学年度，克利松境内共有在校中等教育阶段学生2,777名。

### 医疗
截至2021年1月1日，克利松境内共有全科医生9名、保健师9名、牙医10名、护士8名、眼科医生1名、皮肤科医生2名、助产士2名、儿科医生1名和妇科医生1名。境内共有药房2家、养老院2家、残疾人帮扶中心1家。
克利松地方医院（Hôpital local de Clisson）是法国的一个区域性医疗机构，其主病区皮埃尔·德拉罗什医院（Hôpital Pierre Delaroche）位于克利松市区，设有床位120个。

### 住房
2020年，克利松境内共有各类住房3,650套，其中79.0%为独立式住宅，21.0%为集中式住宅。常住房屋占克利松市镇范围内居民建筑总量的90.3%。
在住房保障政策方面，2022年，克利松境内共有429户家庭获得了住房经济补助，受益人数占总人口数量的5.7%，其中417份为房租补助。

### 商业
2021年，克利松境内共有各类实体商铺200家，其中餐厅30家、大型超市5家、杂货店4家、面包房5家、肉铺2家、书店5家、银行门店8家、美容美发店11家、汽车维修店4家。克利松镇中心建有一家家乐福和Noz便民超市，市区北部则建有E.Leclerc和Intersport超市。

### 体育
2021年，克利松境内共有1家游泳池、4间体育馆、2座综合体育场、2处网球场、1处足球或橄榄球场以及2处篮球或排球场。
截至2024年8月，克利松足球之星（Étoile de Clisson Football，编号502448）是克利松境内唯一的一家注册足球俱乐部，其主场为穆瓦讷河谷体育中心（Complexe sportif du Val de Moine）。

### 环境
克利松的环境事务由其所属的克利松城市圈公共社区联合各级政府协调负责。2021年，克利松境内共有2家污染企业。

### 治安
克利松及其附近的共51个市镇是勒泽国家宪兵队（zone gendarmerie de Rezé）的管辖范围。2020年，该宪兵队累计记录各类案件10,215起，其中盗窃类案件6,707起，经济类案件1,185起，毒品交易类案件271起。

## 文化

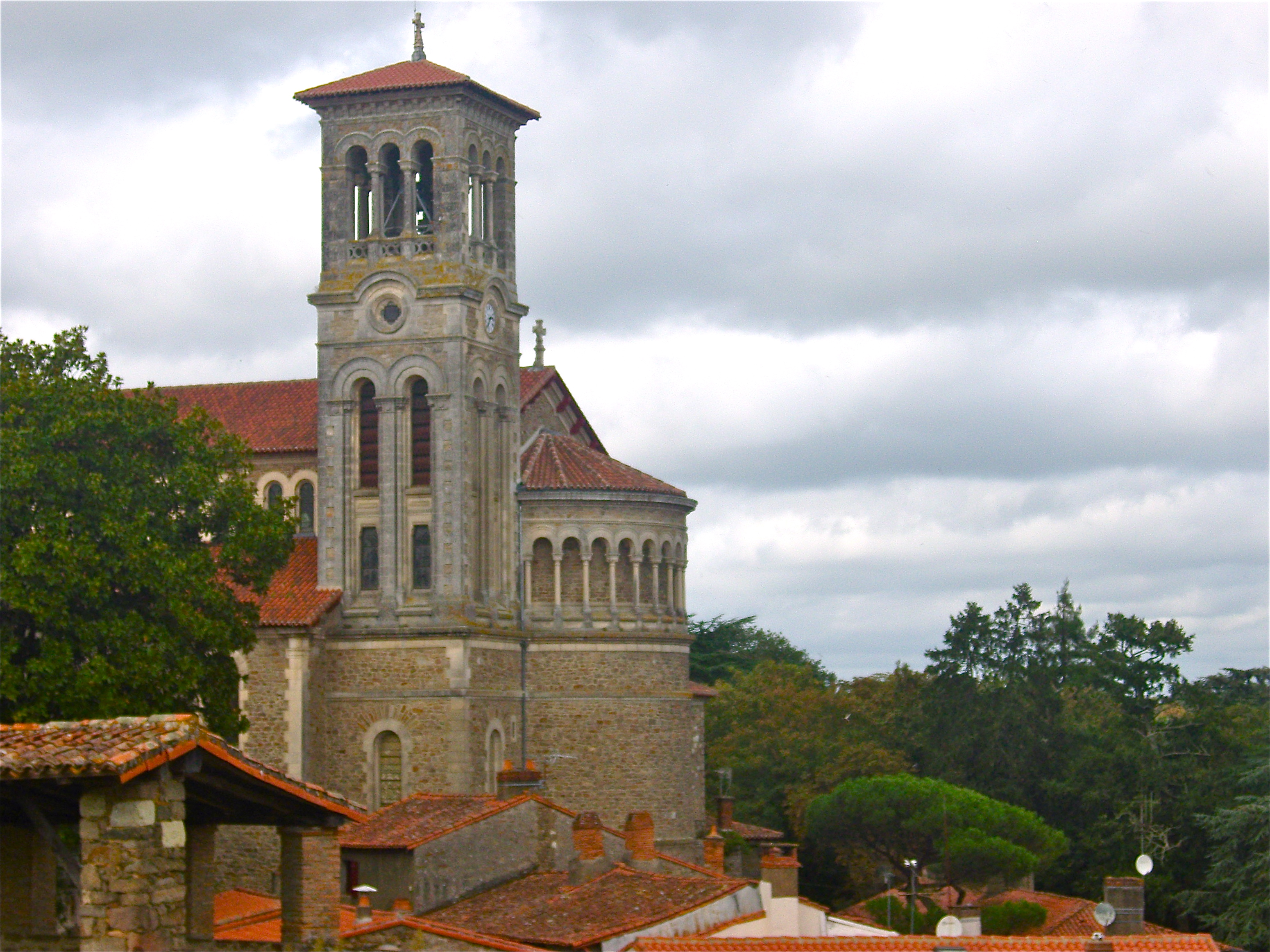
圣母教堂

2021年，克利松境内共有1家电影院。克利松境内建有热讷维耶芙·库托多媒体中心（Médiathèque Geneviève Couteau），每周二、三、五、六向公众开放。

### 建筑
克利松境内有多处历史建筑，其中圣母教堂、三一教堂等为法国国家文物保护单位。

### 旅游
克利松的旅游事务由其所属的克利松城市圈公共社区联合各级政府协调负责。2023年，克利松境内共有2家酒店共计51间房间；另有1个露营地，可容纳共48辆露营车。

### 媒体
法国主要的媒体均可在克利松接收，法国电视三台下属的卢瓦尔河地区大区频道在部分时段播出克利松所在大西洋卢瓦尔省的地方新闻。《大洋报》（隶属于《法国西部报》）、蓝色法兰西卢瓦尔大洋广播、云雀广播、南特电视台等是当地主要的地方性媒体。

### 音乐

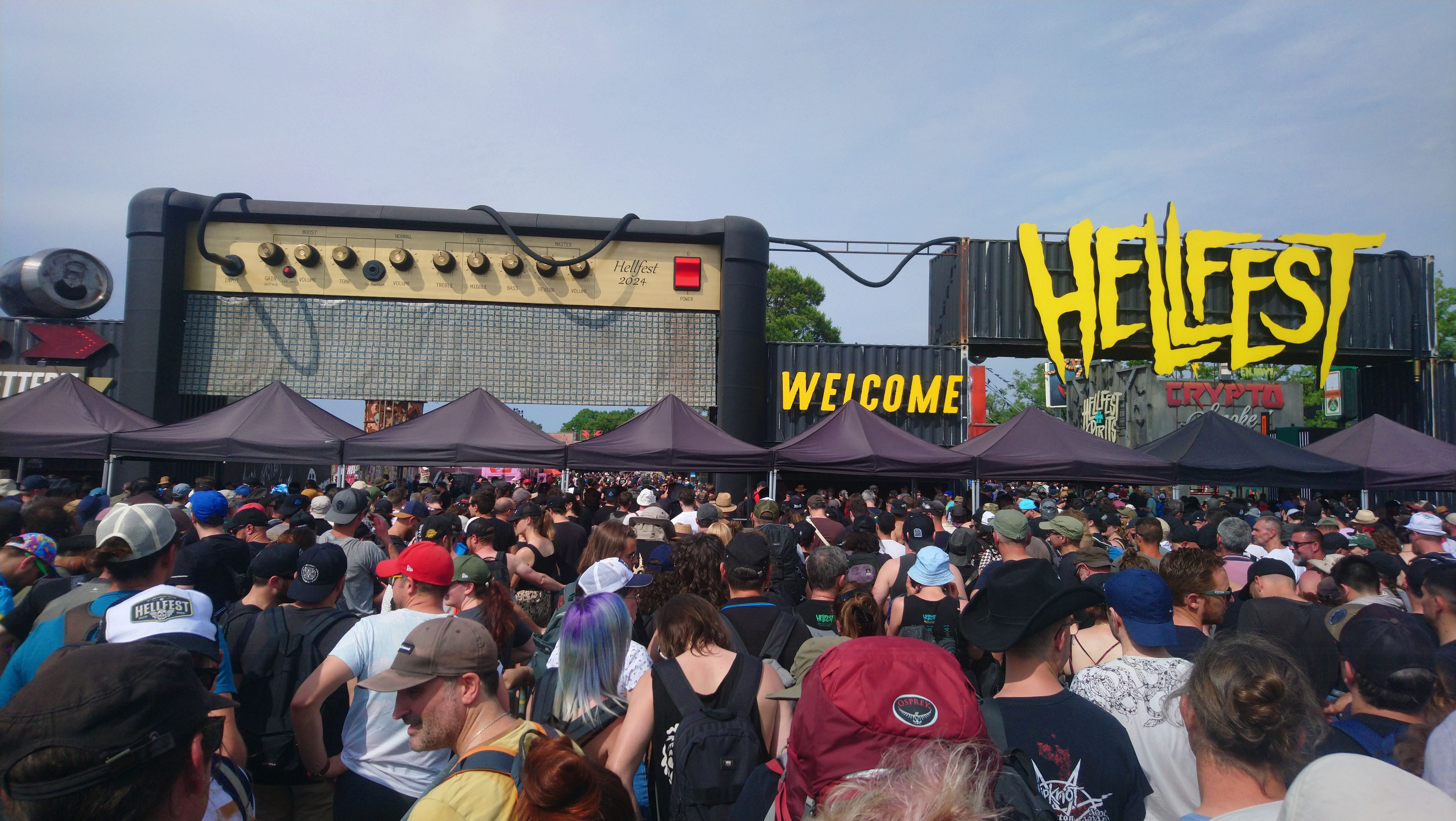
Hellfest会场（2024年）

克利松自2006年起每年举办Hellfest音乐节。
此外，位于布列塔尼边境地带的克利松因曾在旺代战争中遭到毁灭性破坏而成为布列塔尼民族主义的一个精神地标，该地在法国歌手吉勒·塞尔瓦于1972年创作的《白鼬》中有所提及：
|                    | 这就是白鼬，让海鸥与荆豆永存！这就是白鼬，让富热尔和克利松永存！ |
| ——《白鼬》，1972年 |                                                                  |

## 相关人物
布列塔尼公爵法兰索瓦二世、贵族奥利维耶五世和法国建筑师加布里埃尔·居谢出生于克利松。

## 友好城市
截至2024年8月，克利松共与三座城市建立了友好城市关系：
- 德国 克莱特高
- 義大利 阿拉特里
- 英格兰 Cowbridge

## 备注
1. ↑  原文：La voilà la Blanche Hermine, vivent la mouette et l'ajonc! La voilà la Blanche Hermine, vivent Fougères et Clisson!